# Isosil·làbic
Isosil·làbic és un vers combinat en estrofes amb la mateixa mesura sil·làbica i el mateix repartiment accentual. L'isosil·labisme o isometrisme es produeix en una composició on tots els versos tenen el mateix metre, és a dir, la mateixa quantitat de síl·labes i igual estructuració.
És un recurs per tal de no distreure el lector o l’oient seguint diverses provatures i, així aconseguir la seva atenció en la recurrència discursiva. per tant molt útil per a la poesia narrativa o algunes formes estructurals que volen ser concretes i amb una intencionalitat específica. També el que es fa no és més que intensificar un seguit de relacions idèntiques entre el model de vers i els exemples de vers.
Hi ha una llarga tradició històrica que es pot constatar a la Mètrica Catalana on les tirades, estrofes o composicions preferien de l’habitual metre isomètric. A partir del Renaixement i, sobretot, del barroc es començà a trencar aquesta tendència. Deixen de ser versos isosil·làbics quan presenten diferents metres, aleshores són anisosil·làbics.

## Obres literàries amb isosil·labisme
Hi ha composicions que conserven específicament aquesta recurrència de vers isosil·làbic.
Especialment en obres de poesia narrativa:
- el tercet encadenat (Dante Alighieri, Andreu Febrer)
- la Balada (al Romancer)
- el romanço[2] (en obres dramàtiques, el Canigó de Jacint Verdaguer)
- les noves rimades
- les tirallongues monorrimes

En obres líriques:
- la cançó culta, els goigs, la sextina, la dècima i la dècima espinela, el sonet
- l'alexandrí (de tradició culta a la mètrica catalana iniciada per Ramon Llull o Pere Serafí o ja pel teatre neoclàssic i romàntic (Bargalló, 1991, p.117)

## Classificació
Tal com alguns estudiosos han proposat les estructures isosil·làbiques es poden classificar en versos de:
Art menor
- sense cesura (tetrasíl·lab, pentasíl·lab, hexasíl·lab, heptasíl·lab, octosíl·lab)
- amb cesura (heptasíl·lab (dobles o en la Balada; octosíl·lab)

Art major
- sense cesura (decasíl·lab, dodecasíl·lab)
- amb cesura (decasíl·lab, Alexandrí.